# ロイド・オースティン

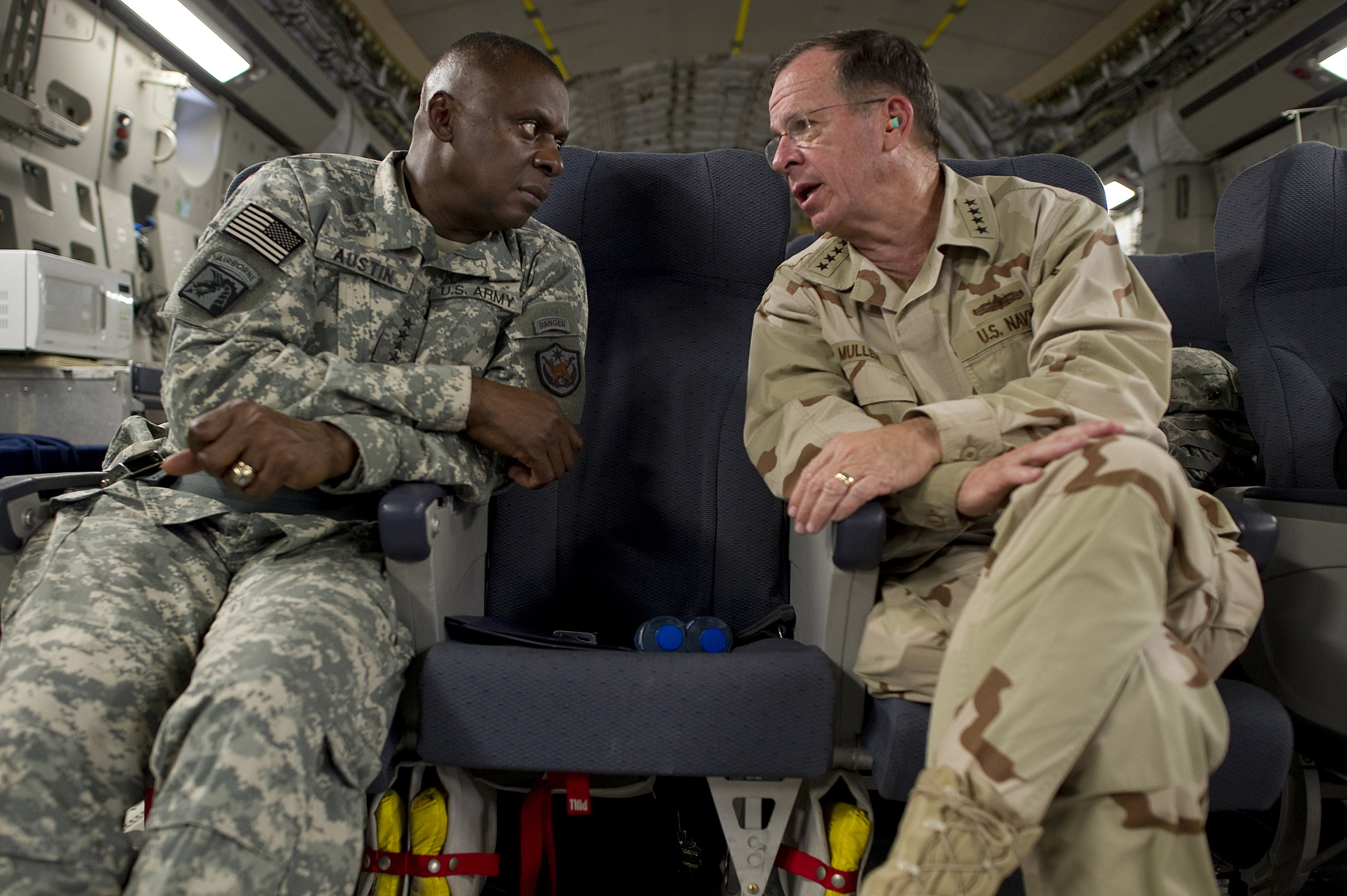
C-17でマイケル・マレン統合参謀本部議長と会話するオースティン（2011年）

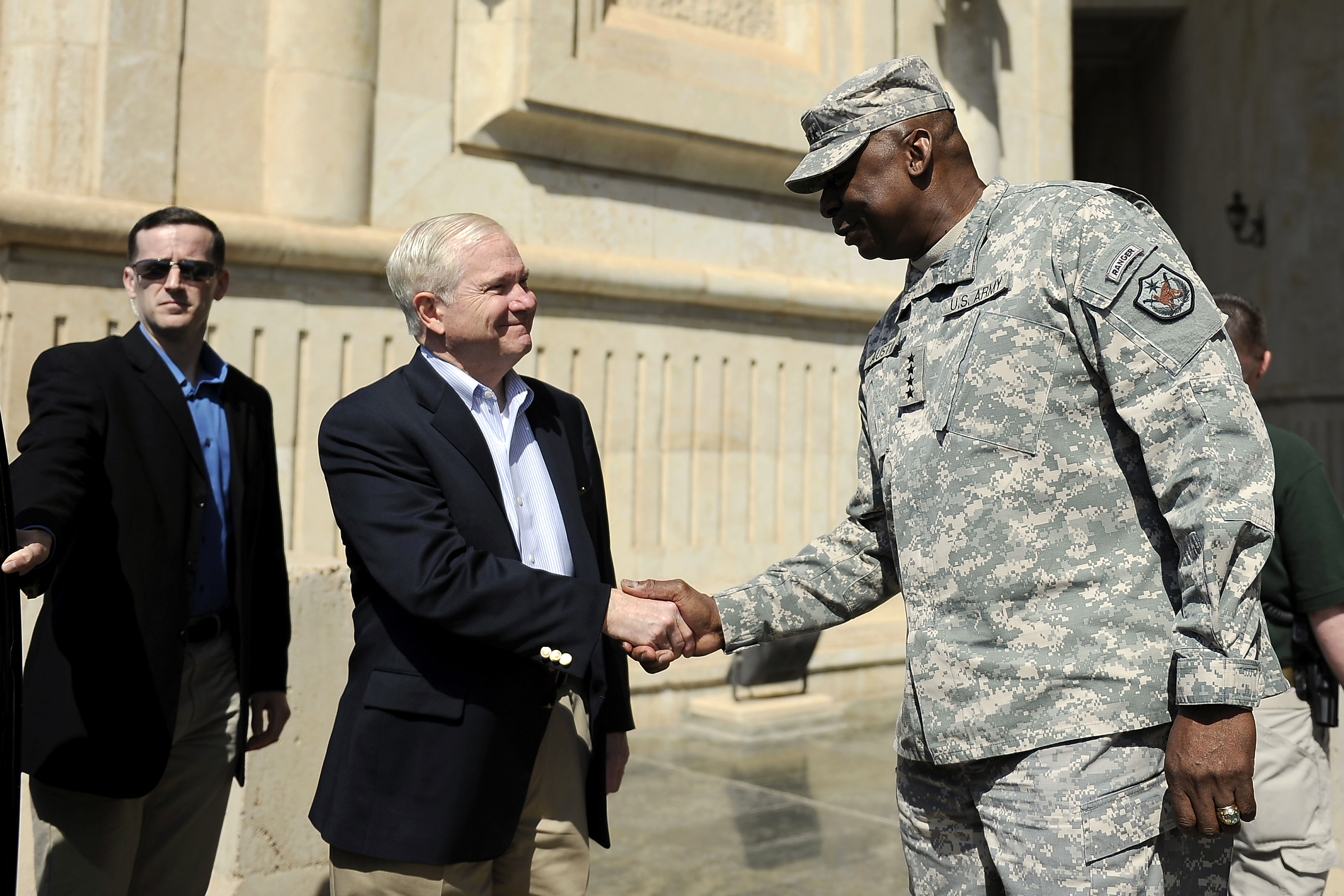
ロバート・ゲーツ国防長官とオースティン（2011年）

ロイド・ジェームス・オースティン3世（英語: Lloyd James Austin III、1953年8月8日 - ）は、アメリカ合衆国の軍人。最終階級は陸軍大将。バイデン政権で国防長官（第28代）を務めた。

## 概説
2003年3月のイラク戦争において多国籍軍や駐留アメリカ軍の司令官を務め、2012年1月31日から第33代陸軍参謀本部次長に任命された。2013年3月22日からアメリカ中央軍（CENTCOM）の第12代司令官に任命され、アフリカ系アメリカ人として最初の中央軍司令官となった。退役後はレイセオン・テクノロジーズ、ニューコア、テネット・ヘルスケアなどの企業で役員を務めていた。2020年12月8日にジョー・バイデン次期大統領より新政権でのアフリカ系初の国防長官に指名され2021年1月22日に就任した。

## 軍歴

### 初期の経歴
1953年8月8日にアラバマ州モービルに誕生し、ジョージア州のトーマスビルで育った。1975年6月には陸軍士官学校（ウェストポイント）を卒業して理学士（Bachelor of Science）を取得し、陸軍から少尉に任官された。在ドイツアメリカ軍の第3歩兵師団第7連隊第1大隊に配属され、A中隊のライフル小隊長や戦闘支援中隊の偵察小隊長を務めた。歩兵将校上級課程を経て、ノースカロライナ州のフォートブラッグに駐留する第82空挺師団に転属となり、同師団の指揮下にある第508歩兵連隊で第2大隊戦闘支援中隊の中隊長や第1大隊の作戦参謀を務めた。
インディアナポリスに赴任して地区募兵大隊の大隊長を務めた後、ウェストポイントに戦術士官として赴任した。フォート・レブンワースの陸軍指揮幕僚大学を修了後、フォート・ドラムの第10山岳師団に転属した。第10山岳師団では参謀士官、第22歩兵連隊第2大隊副官、第1旅団副官を歴任し、フォート・ドラムでの訓練、動員、安全管理の責任者となった。また軍務と並行してオーバーン大学で文学修士（Master of Arts）、ウェブスター大学で経営学修士（MBA）を取得している。
1993年に第82空挺師団に戻って第505落下傘連隊の第2大隊長に任命され、師団の作戦参謀も務めた。陸軍戦略大学を卒業後、第82空挺師団の第3旅団長に任命されたが、直後に国防総省から統合作戦本部共同作戦部長に任命されてワシントンに赴任した。2001年に第3歩兵師団の機械化部隊司令官 (ADC-M)に任命された。

### 対テロ戦争
2003年3月、第3歩兵師団の機械化部隊はイラク駐留軍に加わり、ブッシュ政権が主導するイラク戦争の先頭に立った。同年9月、新たに第10山岳師団の師団長に任命されてイラクからアフガニスタンへ転戦し、不朽の自由作戦を行う第180合同任務部隊の司令官を兼任している。2005年9月、アメリカ中央軍の参謀長に任命され、本国に帰還した。2006年12月8日、中将に昇格の上で第82空挺師団を含めた第18空挺軍団の司令官に着任した。
2008年2月、多国籍軍傘下のイラク多国籍軍団（MNC-I）の司令官としてイラクに再度赴任し、第18空挺軍団を中心に兵員15万2000名を指揮下に置いた。2010年9月1日、レイモンド・オディエルノ大将の後任として在イラク米軍の総司令官となり、バグダードのアル・ファウ宮殿で就任式典が行われた。駐留米軍はイラク戦争に派兵された全ての米軍部隊と、まだ撤退を決定していない多国籍軍部隊への指揮権を保持していた。イラク軍及びイラク内務省への支援や助言を行い、また駐留米軍司令官として14,000人から18,000人の兵力強化を要求した。
情勢は戦争や占領統治から多国籍軍が擁立したイラク正式政府に治安権限を委譲する段階に移行しており、本国でもオバマ政権による兵力撤収が進められていた。2010年2月17日以降駐留アメリカ軍による「イラクの自由」を切り上げ、イラク治安部隊への支援を中心とした「新たなる夜明け」（Operation New Dawn）への転換を実施した。軍事・治安作戦のみならず、イラク政府との戦略的パートナーシップの締結など外交交渉やアメリカ国内での政策議論にも幅広く関与した。イラクからの早期撤退についてはジェームズ・マティス中央軍司令官と同じく反対の立場を取った。
2011年以降も1万名以上の兵力展開を要求し、残り2万名の兵員についての作戦計画を承認していたが、最終的には政府に従って駐留部隊の早期撤退と5万名の駐留部隊の再配置を行った。2011年12月15日、バグダード国際空港で在イラク米軍の解散式典が開かれたが、この空港は自身が8年前に第3歩兵師団の部隊を率いて占領した拠点でもあり、演説でもその事に触れている。2011年12月18日、任務を終えてイラクから帰還した。
2011年12月中に陸軍副参謀総長に指名され、翌年1月31日に正式に就任して陸軍予算や人員の管理を担当した。また軍内の自殺者を減らす為の環境改善を進め、精神面の治療方法についての評価作業を実施した。

### アメリカ中央軍司令官

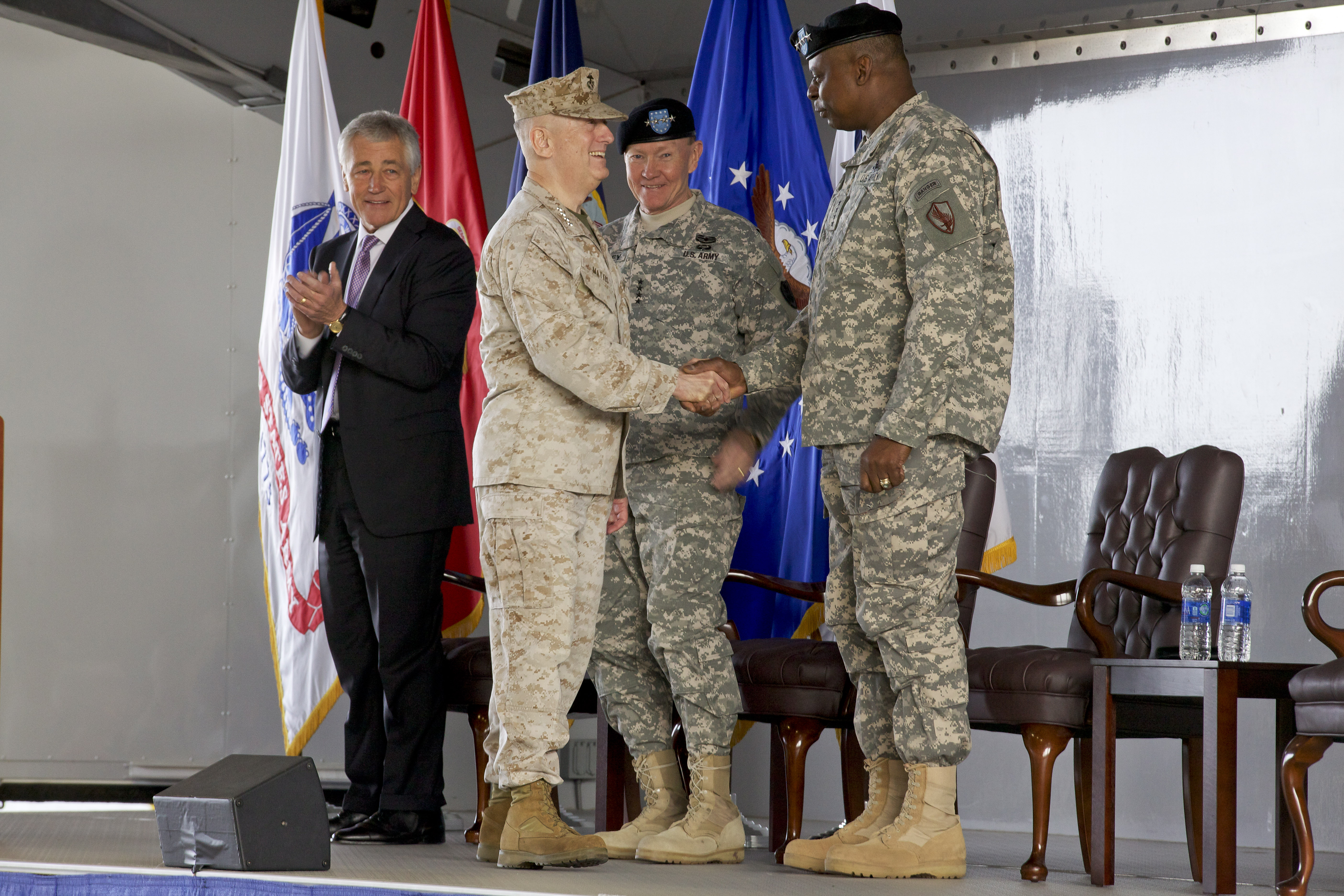
中央軍司令官をマティス海兵隊大将（左から2番目）から引き継ぐ様子 (2013年3月22日)

2013年3月22日、政権の軍事政策を批判していたマティスが事実上更迭されると、バラク・オバマ大統領から後任の中央軍司令官に任命された。軍事上の問題について公での発言や説明を避け、メディアに対して「見えざる将軍」（invisible general）と呼ばれる秘匿的なアプローチを行った。
2014年6月、イスラム国（ISIL）が台頭してイラクの主要都市モースルを制圧するまでに勢力を拡大した為、中央軍司令官としてイラク、シリアなどで対ISILの軍事作戦を展開した。ISILについて「一発屋」（Flash in the pan）と形容し、2014年10月の時点ではシリアよりもイラクでの戦線立て直しを優先する方針を示した。2015年、シリア内戦での地上戦力投入を避ける為、数千名のシリア人部隊を支援するというオバマ政権の計画が難航している事を上院軍事委員会で証言し、後にホワイトハウスも認めている。軍事委員会では退役軍人であるジョン・マケイン上院議員から批判を受けている。
2016年3月30日、中央軍司令官を退任し、陸軍を退役した。共和党議員からはイラク、アフガニスタンでのキャリアと比較して精彩を欠いたとの批判を受けているが、アメリカの支援を受けるシリア民主軍は翌年にラッカを奪還しており、地上戦力を出さずに対ISIL掃討を行うという困難な要求に道筋を付けたとも言える。

### 退役後、国防長官就任まで
退役後は大手軍需産業であるレイセオン・テクノロジーズの取締役に就任し、2017年9月18日からは大手鉄鋼会社ニューコアの取締役となった。役員職以外にも自身のコンサルティング会社を設立している。
2018年5月29日、医療サービス大手のテネット・ヘルスケアの取締役に就任した。
2020年11月27日、ニュースサイトのAxiosはジョー・バイデンの政権移行チームから、国防長官候補として打診されていると報道した。副大統領時代に中央軍司令官として信頼関係があり、政権移行チームの安全保障問題のアドバイザーを務めていたものの、国防長官はミッシェル・フロノイが有力視されていた。フロノイは自身のコンサルタント会社と軍需産業の親密な関係に対して、民主党の急進左派からの強い反発を受けていた為、党派色の薄いオースティンを新たに指名したと見られている。
アフリカ系アメリカ人の国防長官選出を求めていた黒人議員連盟の支持や、最高位の軍人としてのキャリアも判断材料になったと見られるが、同時に自身も軍需産業の役員を務めていた点が懸念材料として浮上している。
2020年12月7日、バイデンから国防長官として正式に指名を受けたとの報道が行われた。
2021年1月19日に上院指名のための上院公聴会に出席した。中国とロシアがアメリカの「戦略的競争相手」であるとする2018年のアメリカ国家防衛戦略の認識を確認した上で「軍近代化の範囲や規模から見て、最重要懸案は中国だ」と言明した。

## アメリカ合衆国国防国防長官

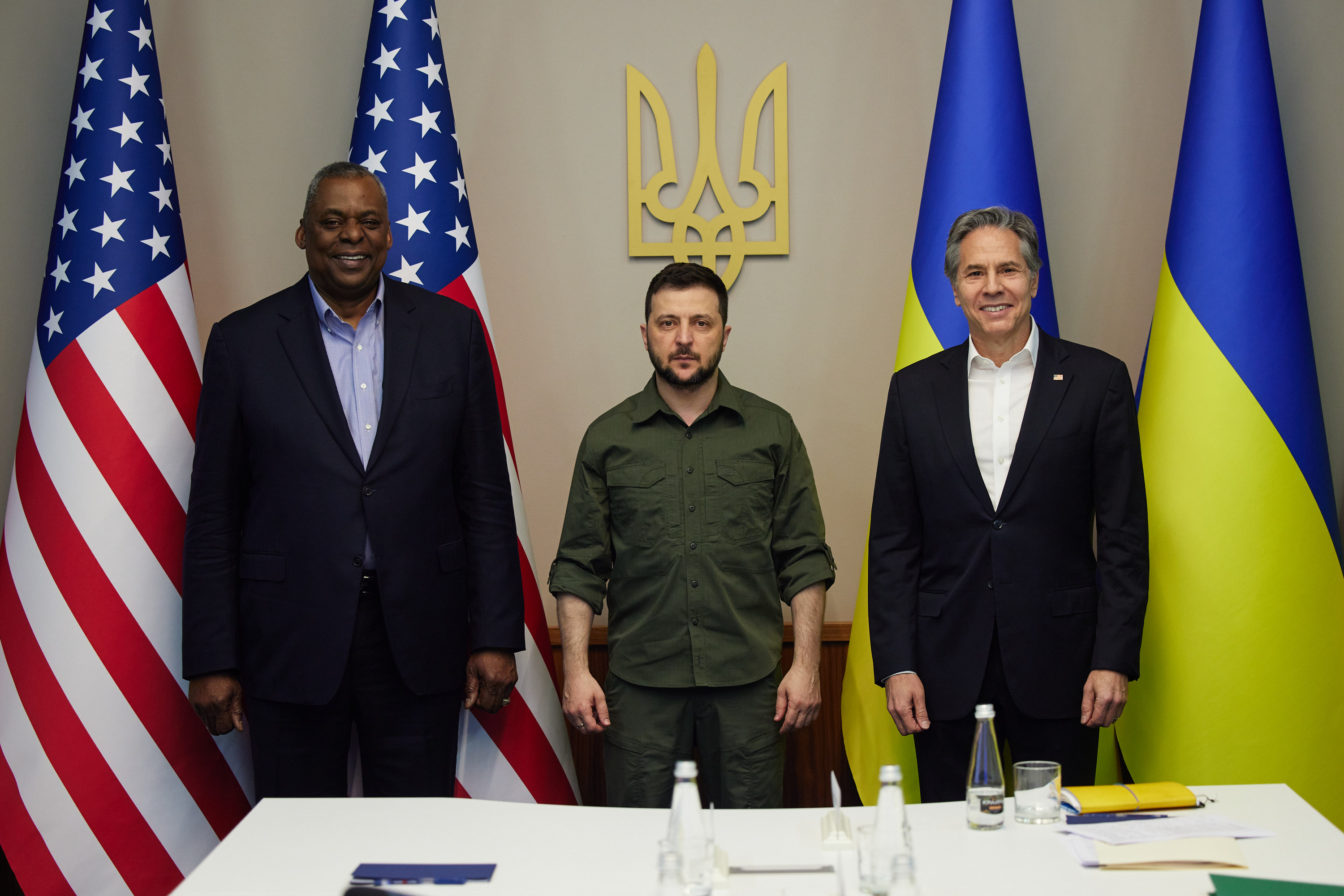
アントニー・ブリンケン国務長官とともにウクライナのキエフを訪問し、ウォロディミル・ゼレンスキー大統領と会談した（2022年4月24日）。

元中央軍司令官から国防長官となったジェームズ・マティスがそうであったように、国家安全保障法の規定から退役7年未満の軍人が就任するには議会の特別認可が必要となるため、議会にて歴代3人目の規定免除を受けた上で2021年1月22日に上院で人事案が賛成93、反対2で承認され、同日に就任した。
2021年2月2日にオースティンはトランプ前政権で当時の国防長官代行クリストファー・ C・ミラーが短期間で入れ替えた国防総省の諮問委員の殆どを解任することを決定し、国防ビジネス委員会からは元トランプ陣営選挙対策本部長のコーリー・ルワンドウスキら、国防政策委員会からはニュート・ギングリッチらが解任された。
2021年2月25日にアメリカ軍はバイデン政権で初の軍事行動であるシリアの親イラン民兵組織への空爆を実施した。アメリカ当局者によれば、オースティンが攻撃を助言したことを受けてバイデン大統領が決定したとされる。
2022年4月24日、ウクライナを極秘裏に訪問。ロシアによる爆撃を受ける危険性が残る中、ブリンケン国務長官とともに鉄路でウクライナの首都キーウを訪れた。大統領府ではゼレンスキー大統領、クレバ外相、レズニコフ国防相、モナスティルスキー内相らと会談を行った。
2022年6月10日、アジア安全保障会議に出席するため訪問していたシンガポールで、中国の魏鳳和国防相と初の会談を行ったが、台湾問題などで双方が意見を主張し合い平行線をたどった。翌11日、オースティンは記者会見の中で、中国がアジア地域で攻撃的な姿勢を強めていると指摘、アメリカは緊張関係を管理するためにやるべきことに取り組む考えを示した。
2023年3月7日、予告なしで空路イラクを訪問。バイデン政権発足以降にイラクを訪れた最高位の政権メンバーとなった。ムハンマド・スダニ首相らとの会談を通じて、両国の戦略的パートナーシップを確認、イラクの安全、安定を強化するのが目的。
2024年1月5日夜、国防総省はオースティンが「最近の選択的医療処置に伴う合併症」のため1日に入院したと発表した。バイデンがオースティンの入院の報告を受けたのは3日後だったとされ、2日にオースティンの職務を代行する権限を移譲されたキャスリーン・ヒックス副長官も理由は説明されず、入院を知らされたのは4日になってからだった。8日に国防総省のライダー報道官はオースティンの辞任を否定した上で、大統領や議会を含めた情報伝達手続きの改善に向け検証していると述べ、透明性を欠いたことを謝罪した。 また、オースティンの主任スタッフがインフルエンザで休んでいたため、各所への連絡が遅れたと説明した。9日、入院先のウォルター・リード軍医療センターは、オースティンが前立腺癌のため2023年12月22日に手術を受けていたと明らかにした。早期発見で、予後は良好としている。1日の入院は同手術による感染症を発症したためだとした。ホワイトハウス高官によると、バイデンはオースティンの入院後も病状を知らず、前立腺癌について知ったのは9日になってからだったという。
1月15日に退院した。自宅療養しながら遠隔で職務を続ける。
2024年2月11日午後2時20分頃、膀胱に関する急性の症状が出たとみられるためワシントン近郊の病院に搬送された。治療を受けるオースティンから長官の職務をヒックス副長官に午後4時55分ごろ引き継いだ。

## 私生活
宗教面ではローマ・カトリックに属している。
ボー・バイデンの上司で、イラクで任務に当たっていた当時、ほぼ全ての日曜日に一緒にミサに参加していたと言われており、帰国後も、両氏は関係を維持していた。

## 徽章

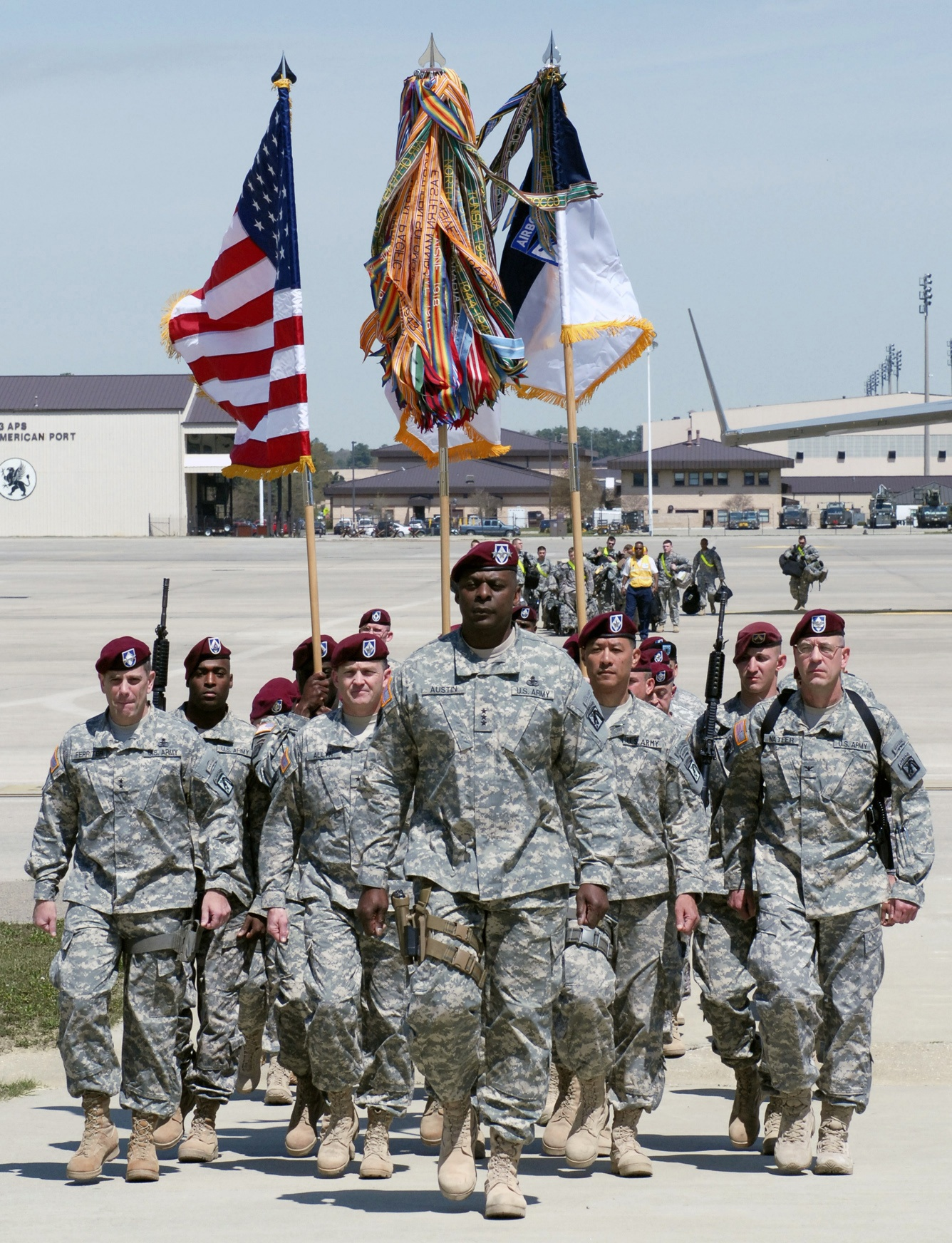
第18空挺軍団のイラク戦争からの帰還式より(中央が司令官のロイド・オースティン中将、2009年4月)

| 個人での受章            |                                   |
|                         | 国防殊勲章(5回受章)               |
|                         | 陸軍殊勲従軍章(4回受章)           |
|                         | 銀星章                            |
| Bronze oak leaf cluster | 国防上級貢献省(2回受章)           |
| Bronze oak leaf cluster | 殊勲章(2回受章)                   |
|                         | 国防功労勲章                      |
|                         | 功労勲章(5回受章)                 |
|                         | 統合作戦称揚章                    |
| Silver oak leaf cluster | 陸軍称揚章(7回受章)               |
| Bronze oak leaf cluster | 陸軍功労章(2回受章)               |
| 部隊での受章            |                                   |
|                         | 陸軍大統領部隊章                  |
|                         | 統合功労部隊章(3回受章)           |
| 国務省からの受章        |                                   |
|                         | 国務長官功労章                    |
| 従軍記章                |                                   |
|                         | 国防従軍章(3回受章)               |
|                         | 軍隊遠征章                        |
| Bronze star             | アフガニスタン戦争従軍章(2回受章) |
|                         | イラク戦争従軍章(4回受章)         |
|                         | 対テロ戦争遠征章(3回受章)         |
|                         | 対テロ戦争従軍章                  |
|                         | 人道支援任務従軍章                |
| 従軍・訓練記章          |                                   |
|                         | 陸軍従軍章                        |
|                         | 陸軍海外従軍章(3回受章)           |

| その他 |                           |
|        | 戦闘行為徽章              |
|        | 上級歩兵徽章              |
|        | レンジャータブ            |
|        | 上級空挺徽章              |
|        | 中央軍司令部徽章          |
|        | 統合参謀本部識別章        |
|        | 陸軍参謀本部識別章        |
|        | 第18空挺軍団従軍識別章    |
|        | 第505歩兵連隊特徴部隊記章 |

上記の他に2007年にトマスビル郡でスポーツ殿堂入りしている。

## 関連文献
- Biden, Joe (2020年12月8日). “Why I Chose Lloyd Austin as Secretary of Defense” (英語). The Atlantic